# Hans van Nieuwkoop
Hans van Nieuwkoop (* 1948) ist ein niederländischer Organist, Musikwissenschaftler und  Musikpädagoge.

## Biografie
Hans Van Nieuwkoop studierte an der Musikhochschule Amsterdam Orgel bei Albert de Klerk. Er wurde 1974 mit dem Prix d’excellence und 1976 mit dem Jubiläumspreis der Gesellschaft zur Förderung der Tonkunst ausgezeichnet. Bei der International Rhineland Organ Competition in Nijmegen gewann er den Ersten Preis. Ein Studium der Musikwissenschaft an der Universität Utrecht schloss er 1977 summa cum laude ab. Mit der Arbeit Haarlemse Orgelkunst 1400-hede wurde er 1988 zum Doktor phil. im Fach Musikwissenschaft promoviert. Er ist Organist an der Sankt-Laurentius-Kirche in Alkmaar und Professor für Orgel am Conservatorium van Amsterdam und an der Musikhochschule Arnhem. Eine CD mit Transkriptionen von Werken Wolfgang Amadeus Mozarts für Orgelduo spielte er 1989 mit  Jacques van Oortmerssen für das Label BIS Records ein.